# Detatoko Princess
Detatoko Princess (でたとこプリンセス?, Detatoko Purinsesu, lett. "Principessa all'improvviso") è un manga creato da Hitoshi Okuda e serializzato su Dragon Magazine dal 1994 al 1999. I capitoli vennero poi pubblicati in sei tankōbon da Fujimi Shobō.
Venne trasposto in un OAV di tre episodi realizzato da J.C.Staff diretto da Akiyuki Shinbō.

## Media

### Manga
Fujimi Shobo pubblicò il manga in sei tankōbon tra il gennaio 1994 e il dicembre 1998.

### OVA
L'OVA utilizza come sigla d'apertura Chocolat au lait (ショコラ・オ・レ?, Shokora o re), mentre come quella di chiusura Tenshi no o heso (天使のおへそ?).
Bamboo Dong di Anime News Network lo criticò perché "ogni stereotipo fantasy lo abbraccia e non fa finta che stiano cercando di mungere ogni cliché".